# Monster (canção de Shawn Mendes e Justin Bieber)
"Monster" é uma canção dos cantores canadenses Shawn Mendes e Justin Bieber, gravada para o quarto álbum de estúdio de Mendes, Wonder. A canção foi escrita por Mendes, Bieber, Ashton Simmonds, Adam King Feeney e Mustafa Ahmed e produzida por Frank Dukes. Foi lançada como segundo single do álbum pela Island Records e Def Jam Recordings em 20 de novembro de 2020.

## Antecedentes
Os rumores sobre uma possível colaboração começaram em julho de 2020 depois que o gerente de Bieber, Scooter Braun, publicou vídeos de Bieber, Mendes e Tori Kelly cantando ao redor de um piano. Em agosto de 2020, Mendes, Bieber e Hailey Baldwin foram vistos no estúdio de gravação de Andrew Watt em Los Angeles, alimentando a especulação de uma futura colaboração entre os dois artistas canadenses. Durante uma entrevista no Capital Breakfast com Roman Kemp em 6 de outubro de 2020, perguntaram a Mendes se ele recusou uma colaboração com Bieber em setembro, e ele respondeu: "O senhor está tentando fazer com que eu confirme que tenho uma colaboração com Justin Bieber? Eu não o fiz no mês passado". Ele disse que seria "insano" se ele recusasse, considerando que Bieber é um dos seus artistas favoritos desde os nove anos de idade. "Não posso confirmar ou negar", continuou ele, mas acrescentou que a sua relação com ele nos últimos seis meses se tornou mais próxima. "É muito legal tê-lo como mentor de muitas maneiras, só para conversar, porque não há muitas pessoas que fazem esse tipo de coisas", continuou ele, descrevendo Bieber como "assustadoramente talentoso". A canção marca a primeira vez que os dois cantores trabalharam juntos.

## Lançamento
A canção foi revelada pela primeira vez em 29 de setembro de 2020, quando Mendes lançou uma experiência em realidade virtual interativa em um site para o álbum, no qual uma "set list" mostrava uma faixa intitulada "Monster" com um convidado especial. Em 13 de novembro de 2020, Mendes divulgou a lista de faixas oficial do álbum, confirmando o título da canção, enquanto o artista convidado permanece sem ser divulgado. Em 16 de novembro de 2020, Mendes e Bieber postaram ambos um teaser de 13 segundos nas redes sociais, anunciando oficialmente a data de lançamento da colaboração, que serve como segundo single do álbum após "Wonder". O teaser apresenta um instrumental sinuoso tocando ao fundo com quatro cenas ao ar livre em condições de pouca luz e neblina, incluindo uma rua vazia com luzes de rua, uma floresta e uma plataforma vazia com escadas. Em 18 de novembro de 2020, Mendes e Bieber divulgarm a capa da canção nas redes sociais, bem como links de pré-venda para o single, que inclui CD singles limitados com duas diferentes capas exclusivas disponíveis nas respectivas lojas online dos cantores.

## Apresentações ao vivo
Mendes e Bieber apresentaram a canção pela primeira vez no 48º American Music Awards em 22 de novembro de 2020.

## Videoclipe
O videoclipe foi dirigido por Colin Tilley e lançado em 20 de novembro de 2020.

## Créditos
Créditos adaptados do Tidal.
- Shawn Mendes – vocais, composição
- Justin Bieber – vocais, composição
- Frank Dukes – produção, composição, engenharia de gravação
- Kaan Gunesberk – produtor adicional
- Matthew Tavares – produtor adicional
- Daniel Caesar – composição
- Mustafa the Poet – composição
- Chris Galland – assistente de mixagem
- Jeremie Inhaber – assistente de mixagem
- Robin Florent – engenharia de mixagem
- Manny Marroquin – mixagem
- George Seara – engenharia de gravação
- Josh Gudwin – engenharia de gravação, produção vocal

## Desempenho nas tabelas musicais
| Tabela musical (2020)                        | Melhor posição |
| -------------------------------------------- | -------------- |
| Alemanha (GfK Entertainment Charts)          | 6              |
| Argentina (Argentina Hot 100)                | 87             |
| Austrália (ARIA)                             | 7              |
| Áustria (Ö3 Austria Top 40)                  | 2              |
| Bélgica (Ultratop 40 da Valônia)             | 8              |
| Bélgica (Ultratop 50 de Flandres)            | 35             |
| Canadá (Billboard CHR/Top 40)                | 15             |
| Canadá (Billboard Hot AC)                    | 9              |
| Canadá (Canadian Hot 100)                    | 1              |
| Chéquia (ČNS IFPI)                           | 6              |
| Dinamarca (Hitlisten)                        | 1              |
| Escócia (Official Charts Company)            | 8              |
| Eslováquia (Singles Digitál Top 100)         | 5              |
| Estados Unidos (Billboard Adult Top 40)      | 19             |
| Estados Unidos (Billboard Hot 100)           | 8              |
| Estados Unidos (Billboard Mainstream Top 40) | 19             |
| Espanha (PROMUSICAE)                         | 41             |
| França (SNEP)                                | 75             |
| Hungria (Single Top 40)                      | 4              |
| Hungria (Stream Top 40)                      | 4              |
| Irlanda (IRMA)                               | 10             |
| Itália (FIMI)                                | 36             |
| Noruega (VG-lista)                           | 4              |
| Nova Zelândia (Recorded Music NZ)            | 8              |
| Países Baixos (Dutch Top 40)                 | 18             |
| Países Baixos (Mega Single Top 100)          | 8              |
| Polónia (Polish Airplay Top 100)             | 43             |
| Reino Unido (UK Singles Chart)               | 9              |
| Singapura (RIAS)                             | 4              |
| Suécia (Sverigetopplistan)                   | 9              |
| Suíça (Schweizer Hitparade)                  | 2              |

## Histórico de lançamentos
| Região         | Data                   | Formato(s)                    | Gravadora(s)    | Ref.          |
| -------------- | ---------------------- | ----------------------------- | --------------- | ------------- |
| Várias         | 20 de novembro de 2020 | CD download digital streaming | Island          | [ 61 ] [ 62 ] |
| Austrália      | 20 de novembro de 2020 | Rádios mainstream             | Universal       | [ 63 ]        |
| Itália         | 20 de novembro de 2020 | Rádios mainstream             | Universal       | [ 64 ]        |
| Reino Unido    | 20 de novembro de 2020 | Rádios mainstream             | Island          | [ 65 ]        |
| Estados Unidos | 24 de novembro de 2020 | Rádios mainstream             | Island Republic | [ 66 ]        |